# Bagley (lớp tàu khu trục)
Lớp tàu khu trục Bagley là một lớp bao gồm tám tàu khu trục được Hải quân Hoa Kỳ chế tạo vào giữa những năm 1930. Cả tám chiếc trong lớp đều được đặt hàng và đặt lườn vào năm 1935 và lần lượt hoàn tất vào năm 1937. Sự sắp xếp của chúng dựa trên thiết kế của lớp tàu khu trục Gridley dẫn trước, nhưng giữ lại hệ thống động lực của lớp Mahan, nên có tốc độ tối đa kém hơn những chiếc lớp Gridley. Những chiếc lớp Bagley có thể dễ dàng phân biệt ở kiểu dáng bên ngoài do đặc điểm ghép các ống hút khí nồi hơi chung quanh một ống khói duy nhất.
Cả tám chiếc lớp Bagley đều đã có mặt trong cuộc Tấn công Trân Châu Cảng vào ngày 7 tháng 12 năm 1941, hình thành nên Hải đội Khu trục 4. Tất cả chúng đều đã phục vụ thuần túy tại Mặt trận Thái Bình Dương trong Chiến tranh Thế giới thứ hai, với Jarvis, Blue và Henley bị mất trong chiến đấu. Vào năm 1944, Mugford bị hư hại nghiêm trọng sau khi bị máy bay tấn công cảm tử kamikaze đánh trúng, khiến nó bị loại khỏi vòng chiến trong sáu tháng. Bốn chiếc lớp Bagley còn lại đã hoạt động như là Hải đội Khu trục 6, khi Ralph Talbot chịu đựng một cú kamikaze đánh trúng ngoài khơi Okinawa. Bagley đã tiếp nhận sự đầu hàng của quân đội Nhật Bản tại đảo Marcus.
Sau chiến tranh, Bagley, Helm và Patterson được cho ngừng hoạt động năm 1945 và bị tháo dỡ năm 1947. Vẫn còn trong biên chế, Mugford và Ralph Talbot được sử dụng như là mục tiêu trong Chiến dịch Crossroads, cuộc thử nghiệm bom nguyên tử tại đảo san hô Bikini vào năm 1946. Bị nhiễm phóng xạ, chúng bị đánh đắm ngoài khơi Kwajalein vào năm 1948.

## Những chiếc trong lớp
| Tàu                       | Đặt lườn             | Hạ thủy              | Hoạt động            | Số phận                                                                  |
| ------------------------- | -------------------- | -------------------- | -------------------- | ------------------------------------------------------------------------ |
| USS Bagley (DD-386)       | 31 tháng 7 năm 1935  | 3 tháng 9 năm 1936   | 12 tháng 6 năm 1937  | Bán để tháo dỡ, 3 tháng 10 năm 1947                                      |
| USS Blue (DD-387)         | 25 tháng 9 năm 1935  | 27 tháng 5 năm 1937  | 14 tháng 8 năm 1937  | Bị đánh chìm trong Trận Guadalcanal, 22 tháng 8 năm 1942                 |
| USS Helm (DD-388)         | 25 tháng 9 năm 1935  | 27 tháng 5 năm 1937  | 26 tháng 6 năm 1946  | Bán để tháo dỡ, 2 tháng 10 năm 1947                                      |
| USS Mugford (DD-389)      | 28 tháng 10 năm 1935 | 31 tháng 10 năm 1936 | 16 tháng 8 năm 1937  | Dùng trong thử nghiệm bom nguyên tử; bị đánh đắm 22 tháng 3 năm 1948     |
| USS Ralph Talbot (DD-390) | 28 tháng 10 năm 1935 | 31 tháng 10 năm 1936 | 14 tháng 10 năm 1937 | Dùng trong thử nghiệm bom nguyên tử; bị đánh đắm 8 tháng 3 năm 1948      |
| USS Henley (DD-391)       | 28 tháng 10 năm 1935 | 12 tháng 1 năm 1937  | 14 tháng 8 năm 1937  | Bị đánh chìm bởi ngư lôi, 3 tháng 10 năm 1943                            |
| USS Patterson (DD-392)    | 23 tháng 7 năm 1935  | 6 tháng 5 năm 1937   | 22 tháng 9 năm 1937  | Bán để tháo dỡ, 18 tháng 8 năm 1947                                      |
| USS Jarvis (DD-393)       | 21 tháng 8 năm 1935  | 6 tháng 5 năm 1937   | 27 tháng 10 năm 1937 | Bị máy bay Nhật Bản đánh chìm ngoài khơi Guadalcanal, 9 tháng 8 năm 1942 |